# 马库斯·弗雷德里希

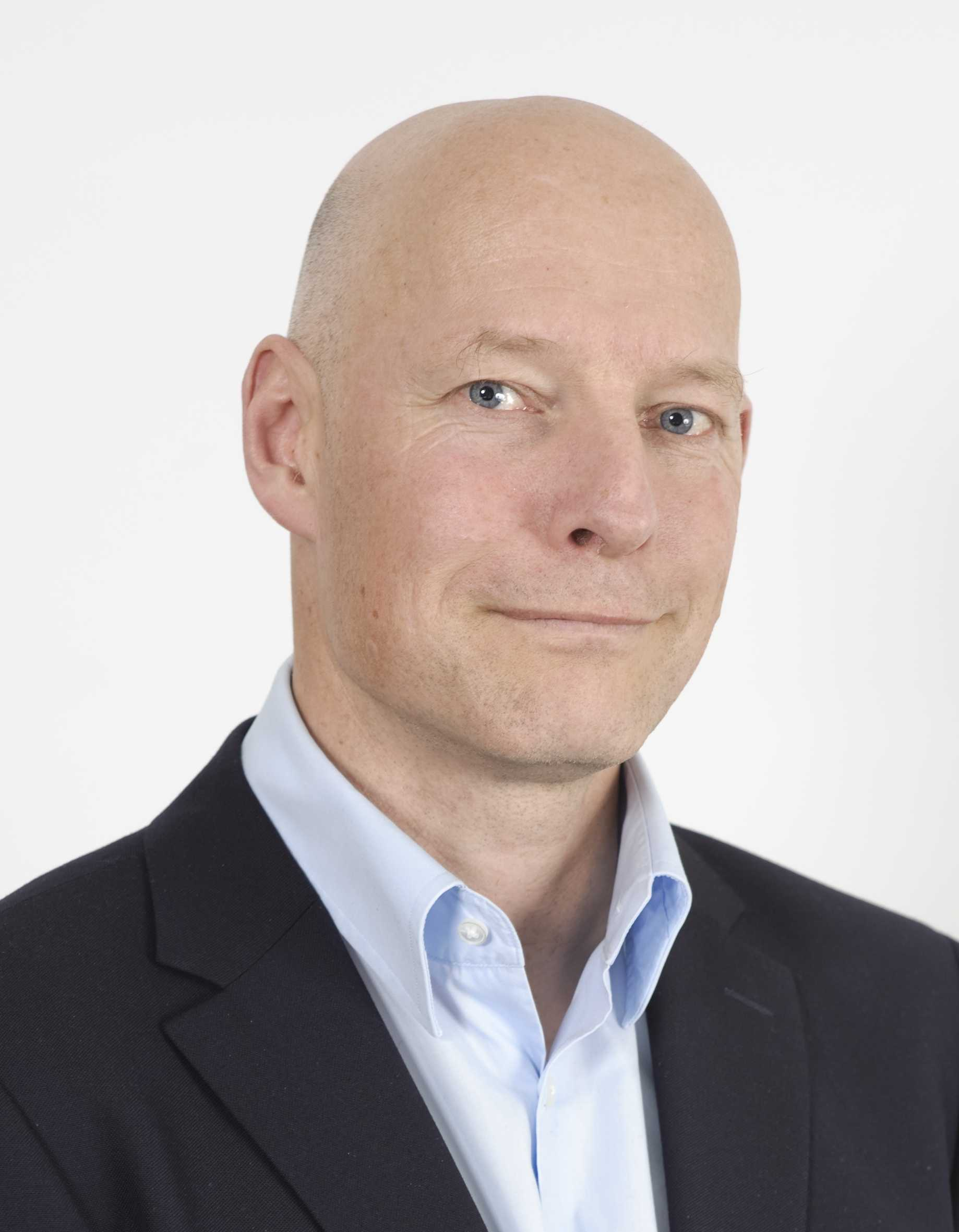
Markus Friedrich (2012)

马库斯·弗雷德里希（Markus Friedrich，1963年1月24日—），是一位德国的土木工程师和交通规划师。他现任斯图加特大学的教授，是道路与交通科学学院交通规划和交通控制技术教研室的院长。

## 生平
1963年出生于德国慕尼黑，1983年与1989年间，马库斯·弗雷德里希在慕尼黑工业大学学习土木工程专业，其后在交通与城市规划教研室作科研助手。1994年他出版了博士论文《计算机辅助农村地区公共交通设计方法》并被授予博士学位。他的博士论文荣获1995年宝马科学奖（BMW Scientific Award für die Promotion）。1995年至2003年他在卡尔斯鲁厄的PTV交通规划公司负责规划系统的工作并参与交通规划软件VISUM的研发。2003年起他领导斯图加特大学道路与交通科学学院交通规划和交通控制技术教研室。2006年他被授予Feuchtinger-Wehner-Preis der Forschungsgesellschaft für Straßen- und Verkehrswesen。
马库斯·弗雷德里希致力于发展用于规划和控制指导交通供给的有预测能力的多模式交通模型，其中包括个人交通，基于道路铁路等的公共交通。他核心的科研行为只要集中在交通行为数据采集的方法(出行频率，出行距离，交通工具，出行目的等), 交通网络的整合分析（由于拥堵导致的时间损失，道路施工与交通事故会带来怎样的影响), 道路网络的规划与评估，交通需求模型的发展，以及公共交通网络的设计。
除科研外，马库斯·弗雷德里希对教学充满了激情，他在课堂中采用现代交互科技（如投票设备）。此外他是研究院长与用于增进教学的教学委员会成员。2014年他获得了德国大学教学的最高荣誉奖Ars legendi-Preis für exzellente Hochschullehre。

## 研究重点
马库斯·弗雷德里希的研究重点如下 :
1. 获取交通数据的方法包括使用新的数据源
2. 交通建模
  - 交通需求的模拟与预测
  - 交通供给的模拟
  - 多模式交通模型，用于私人与公共交通，以及货物流。
  - 道路搜索及选择模型
  - 继续发展分析目前交通状况的方法和交通控制中心的短期预测
  - 为综合大区域和详细规划的宏观和微观模型的耦合
3. 评估，优化与规划方法
  - 用于规划与交通网络分类的方法
  - 交通供给（私人与公共交通）质量的分析与评估
  - 公共交通供给的规划与评估
4. 新科技与组织形式的影响，发展与潜力
  - 个人与集体的交通影响系统
  - 出行服务（如共乘，汽车和自行车共享的概念）
  - 新信息和通信技术的影响

## 出版物
除了在专业杂志上和会议期刊上发表论文，马库斯·弗雷德里希还作为协作者出版书籍。在教研室的网页上能够找到他出版物的清单: Veröffentlichungen von Markus Friedrich （页面存档备份，存于）